# آردون یاشاری
آردون یاشاری (آلبانیایی: Ardon Jashari؛ زادهٔ ۳۰ ژوئیهٔ ۲۰۰۲) بازیکن فوتبال اهل سوئیس است که در پست هافبک میانی برای باشگاه میلان در سری ایتالیا و تیم ملی سوئیس بازی می‌کند.
از باشگاه‌هایی که در آن بازی کرده‌است می‌توان به باشگاه فوتبال کلوب بروژ و میلان اشاره کرد.
وی همچنین در تیم‌های ملی فوتبال زیر ۲۱ سال سوئیس و سوئیس بازی کرده است.